# Thor Halvorssen
 (novembre 2020).
 (novembre 2020).
Si vous disposez d'ouvrages ou d'articles de référence ou si vous connaissez des sites web de qualité traitant du thème abordé ici, merci de compléter l'article en donnant les références utiles à sa vérifiabilité et en les liant à la section « Notes et références ».
Thor Leonardo Halvorssen Mendoza, né le 9 mars 1976 à Caracas, est un producteur de film et un activiste des droits de l'homme vénézuélien.
En 2005, il fonde la Human Rights Foundation, une organisation à but non lucratif qui promeut et protège les droits de l'homme dans le monde, en mettant l'accent sur les sociétés fermées[réf. nécessaire].